# Pediastrum
Genre
Pediastrum est un genre d'algues vertes de la famille des Hydrodictyaceae.

## Liste des espèces
Selon AlgaeBase (12 nov. 2010) :
- Pediastrum acantostephanos Sámano Bishop (Sans vérification)
- Pediastrum acutilobium Corda (Sans vérification)
- Pediastrum acutilobum Corda (Sans vérification)
- Pediastrum acutum Corda (Sans vérification)
- Pediastrum alternans Nygaard (Sans vérification)
- Pediastrum angulosum Ehrenberg ex Meneghini
- Pediastrum araneosum (Raciborski) Raciborski (Sans vérification)
- Pediastrum argentinense Bourrelly & Tell (Sans vérification)
- Pediastrum asperum Braun (Sans vérification)
- Pediastrum bareilliense I.Habib, U.K.Chaturvedi & U.C.Pandey (Statut incertain)
- Pediastrum berolinense E.Hegewald
- Pediastrum bijuga
- Pediastrum biradiatum Meyen
- Pediastrum biwae Negoro (Sans vérification)
- Pediastrum boryanum (Turpin) Meneghini
- Pediastrum brachylobum Braun (Sans vérification)
- Pediastrum braunianum Grunow (Sans vérification)
- Pediastrum braunii Wartmann
- Pediastrum caudatum Braun (Sans vérification)
- Pediastrum coelastroides Woloszynska (Sans vérification)
- Pediastrum compactum Bennett (Sans vérification)
- Pediastrum contiguum P.González
- Pediastrum cornutum (Raciborski) Troitskaya (Sans vérification)
- Pediastrum cruciatum Haeckel (Sans vérification)
- Pediastrum cruciatum Kützing (Sans vérification)
- Pediastrum crux -melitensis (Corda) A.Braun (Sans vérification)
- Pediastrum darwinii Haeckel (Sans vérification)
- Pediastrum diodon Corda (Sans vérification)
- Pediastrum duodenarium (Bailey) Archer (Sans vérification)
- Pediastrum duplex Meyen (espèce type)
- Pediastrum ehrenbergii (Corda) A.Braun (Sans vérification)
- Pediastrum elegans Haeckel (Sans vérification)
- Pediastrum elegans Hassall (Sans vérification)
- Pediastrum ellipticum Ehrenberg ex Ralfs
- Pediastrum emarginatum Kützing (Sans vérification)
- Pediastrum forcipatum (Corda) A.Braun (Sans vérification)
- Pediastrum furcatum Haeckel (Sans vérification)
- Pediastrum gracillimum (West & G.S.West) Thunmark
- Pediastrum haynaldii Istvanfy (Sans vérification)
- Pediastrum heimii Bourrelly (Sans vérification)
- Pediastrum heptactis (Ehrenberg) Meneghini (Sans vérification)
- Pediastrum hexactis (Ehrenberg) Jenner (Sans vérification)
- Pediastrum incavatum W.B.Turner (Sans vérification)
- Pediastrum integrum Nägeli
- Pediastrum irregulare Corda (Sans vérification)
- Pediastrum janaktalense Sharma, Saksena, & Agarkar (Sans vérification)
- Pediastrum lunatum Haeckel (Sans vérification)
- Pediastrum marvillense Thérézien & Couté (Sans vérification)
- Pediastrum marvillense Thérézien & Couté ex Parra Barrientos (Sans vérification)
- Pediastrum mirabile Lemmermann (Sans vérification)
- Pediastrum musterii G.Tell & G.Mataloni (Statut incertain)
- Pediastrum obtusangulum Perty (Sans vérification)
- Pediastrum obtusum Lucks (Sans vérification)
- Pediastrum octonum Haeckel (Sans vérification)
- Pediastrum orbitale Komarek
- Pediastrum orientale (Skuja) V.Jankovská & J.Komárek (Sans vérification)
- Pediastrum ovatum (Ehrenberg) A.Braun (Sans vérification)
- Pediastrum patagonicum G.Tell & G.Mataloni (Statut incertain)
- Pediastrum pearsonii C.S.West (Sans vérification)
- Pediastrum polydens Morozova-Vodyanitskaya (Sans vérification)
- Pediastrum praecox Morozova-Vodyanitskaya (Sans vérification)
- Pediastrum privum (Printz) E.Hegewald
- Pediastrum quadrangulum Corda (Sans vérification)
- Pediastrum quadratum (Morren) Meneghini (Sans vérification)
- Pediastrum quadricornutum Prescott (Sans vérification)
- Pediastrum renicarpum (Turpin) Corda (Sans vérification)
- Pediastrum reticulatum (Lagerh.) Zacharias (Sans vérification)
- Pediastrum rotula (Ehrenberg) Kützing (Sans vérification)
- Pediastrum schroeteri Lemmermann (Sans vérification)
- Pediastrum sculptatum G.M.Smith (Sans vérification)
- Pediastrum serratum Reinsch (Sans vérification)
- Pediastrum simplex Meyen
- Pediastrum solare Haeckel (Sans vérification)
- Pediastrum sorastroides Woloszynska (Sans vérification)
- Pediastrum speciosum (Losana) Parra Barrientos (Sans vérification)
- Pediastrum subgranulatum (Raciborski) J.Komárek & V.Jankovsk (Sans vérification)
- Pediastrum subuliferum Kützing (Sans vérification)
- Pediastrum taylorii Sieminska (Sans vérification)
- Pediastrum tetraodon (Corda) A.Braun (Sans vérification)
- Pediastrum tetraodon Corda (Sans vérification)
- Pediastrum tetrapodum Morozova-Vodyanitskaya (Sans vérification)
- Pediastrum triangulum (Ehrenberg) A.Braun (Sans vérification)
- Pediastrum tricuspidatum Conrad (Sans vérification)
- Pediastrum tricyclia (Ehrenberg) Corda (Sans vérification)
- Pediastrum tricyclium Hassall ex Ralfs
- Pediastrum triplex Sharma, Saksena, & Agarkar (Sans vérification)
- Pediastrum trochiscus Haeckel (Sans vérification)
- Pediastrum undulatum (Wille) Boldt (Sans vérification)
- Pediastrum vagum Kützing (Sans vérification)
- Pediastrum westii Woloszynska (Sans vérification)
- Pediastrum willei Comas Gonzalez, Perez Baliero & Rio Rams